# Licciana Nardi
Licciana Nardi és un comune (municipi) de la província de Massa i Carrara, a la regió italiana de la Toscana, situat a uns 110 quilòmetres al nord-oest de Florència i a uns 25 quilòmetres al nord-oest de Massa, a la Lunigiana. A 1 de gener de 2019 la seva població era de 4.872 habitants.

## Geografia
La ciutat es troba a la regió de la Lunigiana, a la frontera entre la Toscana i la Ligúria, amb els Alps Apuans com a teló de fons. Es troba a pocs quilòmetres de Massa i La Spezia i prop de llocs turístics famosos com Lerici, Porto Venere i Cinque Terre.
Licciana Nardi limita amb els següents municipis: Aulla, Bagnone, Comano, Fivizzano, Monchio delle Corti, Podenzana, Tresana i Villafranca in Lunigiana.

## Ciutats agermanades
- Somerton, Regne Unit
- Romagnat, França